# إيثان قالبرايث
إيثان قالبرايث (بالإنجليزية: Ethan Galbraith) هو لاعب كرة قدم بريطاني، ولد في 11 مايو 2001 في بلفاست في المملكة المتحدة. لعب مع أكاديمية مانشستر يونايتد.

## وصلات خارجية
- إيثان قالبرايث على موقع الاتحاد الأوربي (الإنجليزية)
- إيثان قالبرايث على موقع قاعدة بيانات كرة القدم.إي يو (الإنجليزية)
- إيثان قالبرايث على موقع ليكيب (الفرنسية)
- إيثان قالبرايث على موقع ناشيونال فوتبول تيمز (الإنجليزية)
- إيثان قالبرايث على موقع Soccerway.com (الإنجليزية)
- إيثان قالبرايث على موقع عالم كرة القدم.نت (الإنجليزية)